# یواس‌اس ری (اس‌اس‌ان-۶۵۳)
یواس‌اس ری (اس‌اس‌ان-۶۵۳) (به انگلیسی: USS Ray (SSN-653)) یک زیردریایی بود که طول آن ۲۹۲ فوت ۳ اینچ (۸۹٫۰۸ متر) بود. این زیردریایی در سال ۱۹۶۶ ساخته شد.